# Sparta
Sparta es un grupo de rock alternativo formado por algunos de los exmiembros de At the Drive-In, un grupo de post-hardcore de los años 90, tras su separación en el año 2001.

## Historia
Publicaron a finales de 2002 su álbum debut, Wiretap Scars, con la discográfica, habiendo sacado anteriormente un EP llamado Austere. Un segundo disco fue sacado dos años después, Porcelain, que los volvería más populares dentro de la escena underground. Posteriormente, y tras fichar por la discográfica Hollywood Records, lanzan en octubre de 2006 Threes con el tema Taking Back Control como primer sencillo del álbum. El disco también incluye el cortometraje, titulado Eme Nakia, cuya historia está basada en las experiencias que vivió el baterista Tony Hajjar durante su niñez en Líbano cuando tal país se encontraba en guerra civil.
Actualmente, el vocalista Jim Ward realiza una gira como solista alrededor de los EE. UU. y Canadá.

## Miembros

### Actuales
- Jim Ward: voz, guitarra.
- Tony Hajjar: batería.
- Matt Miller: bajo.
- Keeley Davis: guitarra.

### Anteriores
- Paul Hinojos: guitarra.
- Erick Sanger

## Discografía

### EP
- Austere (2002)

### Álbumes
- Wiretap Scars (2002)
- Porcelain (2004)
- Threes (2006)
- Trust the river (2020)

### En directo
- Live at La Zona Rosa 3.19.04 (2004)

### Sencillos
| Año  | Canción               | US Hot 100 | U.S. Modern Rock | U.S. Mainstream Rock | Álbum         |
| ---- | --------------------- | ---------- | ---------------- | -------------------- | ------------- |
| 2003 | "Air"                 | -          | -                | 35                   | Wiretap Scars |
| 2006 | "Taking Back Control" | -          | 25               | 24                   | Threes        |

- Datos: Q1760137